# Puerto de Kōbe
El Puerto de Kōbe es un puerto marítimo japonés abierto en 1868 en Kōbe, prefectura de Hyōgo (Japón), en el Gran área de Osaka, ocupada por la Región Industrial de Hanshin.
Localizado en una ladera del monte Rokkō, el tamaño del puerto está limitado por las islas artificiales construidas en él, como la Isla del Puerto, Isla Rokko y la isla del Aeropuerto de Kōbe.

## Historia

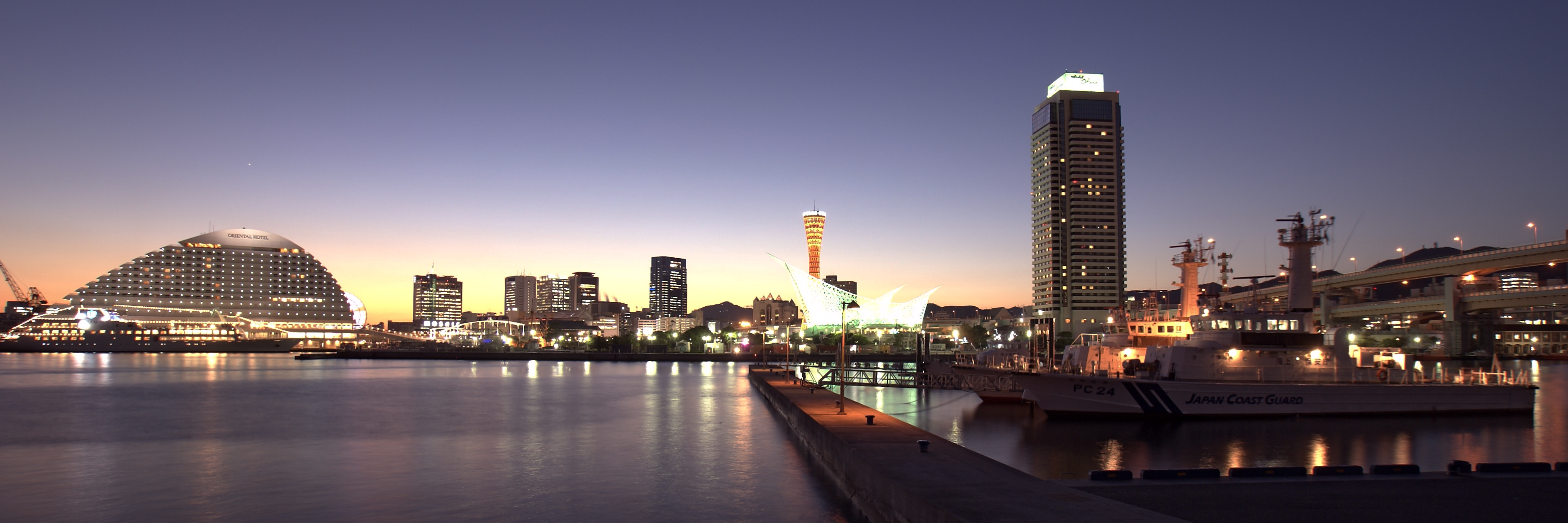
Panorámica del puerto al anochecer.

En el siglo X, Taira no Kiyomori renovó el entonces Ōwada no Tomari (大 輪 田 泊?) y lo trasladó a Fukuhara (福 原?), la efímera capital vecina al puerto. A lo largo de la era medieval, el puerto se conocía como Hyōgo no Tsu (兵 庫 津?).
En 1858, el Tratado de Amistad y Comercio abrió el puerto de Hyōgo a los extranjeros. Después de la Segunda Guerra Mundial, los pilares fueron ocupados por las Fuerzas Aliadas, y más tarde por las Fuerzas de los Estados Unidos en Japón. En la década de 1970, el puerto manejaba la mayor cantidad de contenedores del mundo: fue el puerto de contenedores más ajetreado entre 1973 y 1978.
El Gran terremoto de Hanshin de 1995 disminuyó gran parte de la prominencia de la ciudad portuaria cuando destruyó y detuvo gran parte de las instalaciones y servicios, causando aproximadamente diez billones de yenes en daños, 2,5% del PIB de Japón en ese momento. La mayoría de las pérdidas no estaban aseguradas, ya que solo el 3% de la propiedad en el área de Kōbe estaba cubierta por un seguro contra terremotos, en comparación con el 16% en Tokio. Kōbe era uno de los puertos más activos del mundo antes del terremoto, pero a pesar de su reparación y reconstrucción, nunca ha recuperado su estado anterior como principal puerto marítimo del país. Sigue siendo el cuarto puerto de contenedores más activo de Japón.

## Características

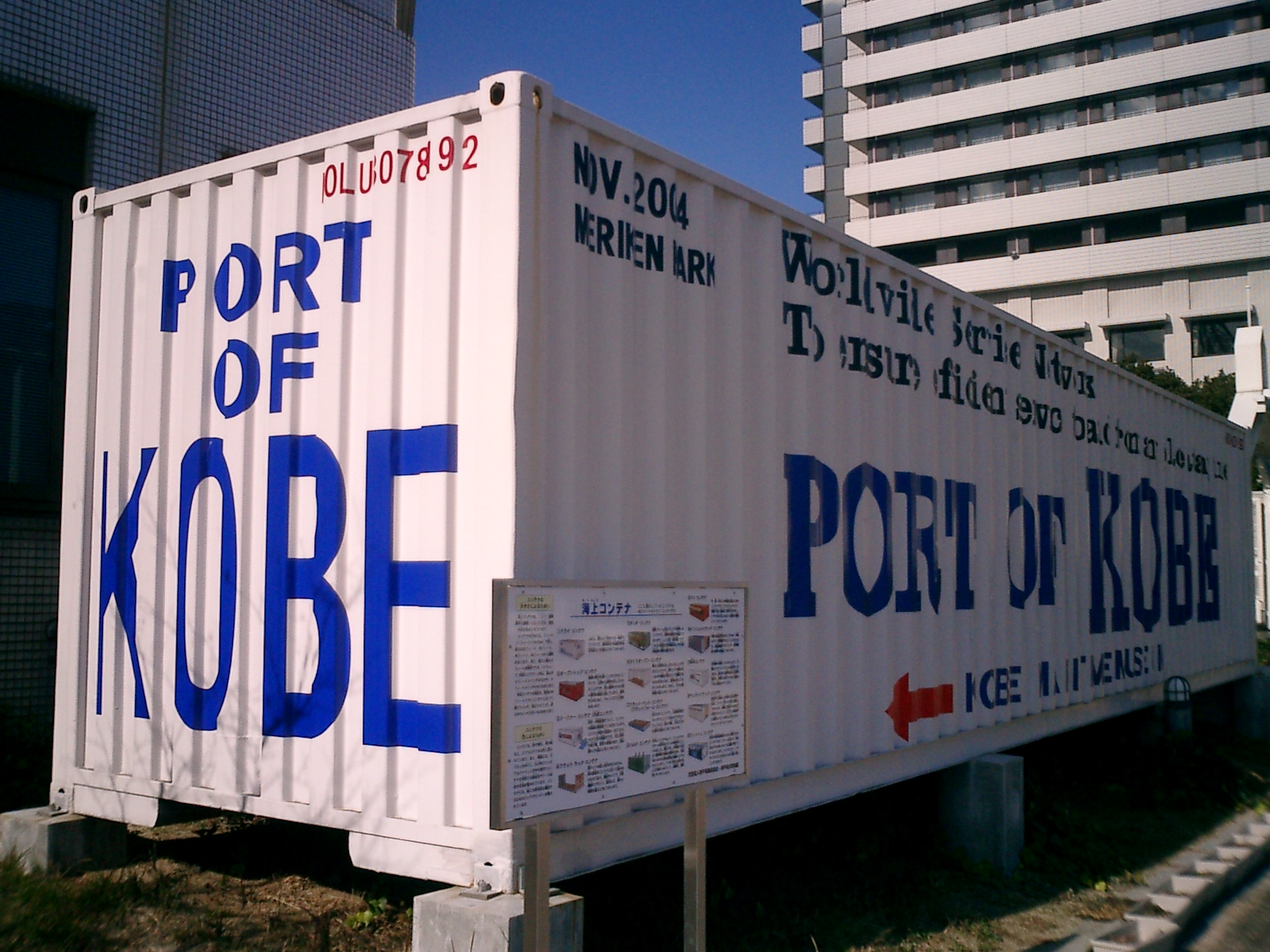
Contenedor.

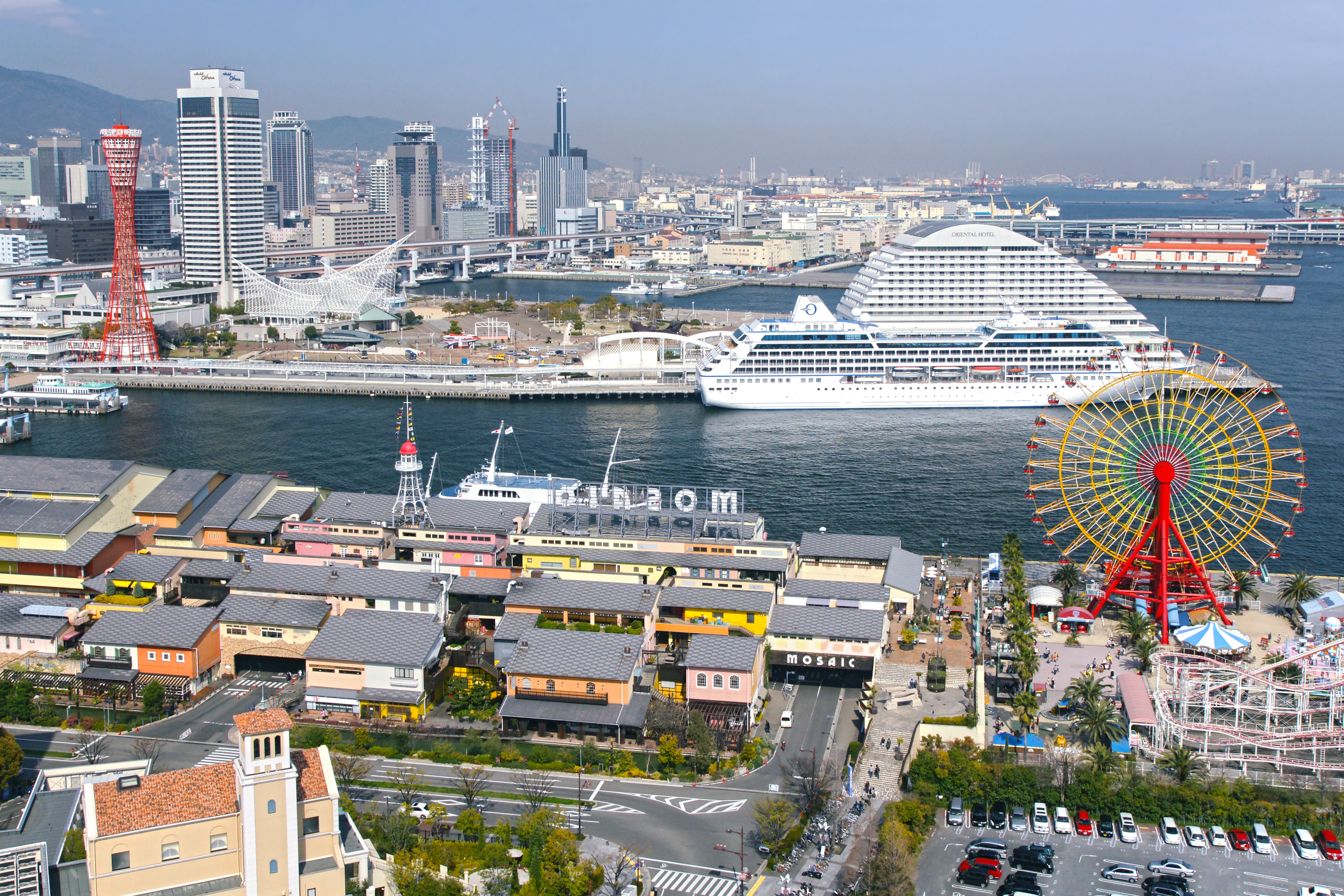
Harborland - Área del Parque Meriken.

- Número de muelles: 35
- Área: 3,89 km²
- Profundidad: 18 m

### Instalaciones para el público
- Parque Meriken
- Torre del puerto de Kōbe
- Harborland

## Tráfico de pasajeros
- Busan, Corea del Sur: dos veces por semana.
- Shanghái, China: una vez por semana.
- Tianjin, China: una vez por semana.

## Puertos hermanos
- Puerto de Róterdam, Países Bajos - 1967
- Puerto de Seattle, Estados Unidos - 1967
- Puerto de Tianjin, China - 1980